# Полеологовский сельсовет
Полеологовский сельсовет — сельское поселение в Бессоновском районе Пензенской области Российской Федерации.
Административный центр — село Степное Полеологово.

## История
Статус и границы сельского поселения установлены Законом Пензенской области от 2 ноября 2004 года № 690-ЗПО «О границах муниципальных образований Пензенской области».

## Население
| 2002  | 2010  | 2012  | 2013  | 2014  | 2015  | 2016  |
| ----- | ----- | ----- | ----- | ----- | ----- | ----- |
| 1560  | ↗1585 | ↗1596 | ↗1638 | ↗1656 | ↗1673 | ↗1709 |
| 2017  | 2018  | 2021  |       |       |       |       |
| ↗1721 | ↗1723 | ↘1563 |       |       |       |       |

## Состав сельского поселения
| № | Населённый пункт    | Тип населённого пункта       | Население |
| - | ------------------- | ---------------------------- | --------- |
| 1 | Анновка             | деревня                      | 0         |
| 2 | Блохино             | село                         | ↗690      |
| 3 | Кроптово            | село                         | ↘122      |
| 4 | Степное Полеологово | село, административный центр | ↘773      |